# Музей полиции (Тампере)
Музей полиции (фин. Poliisimuseo) — музей, расположенный в комплексе Высшей школы полиции в Тампере и посвящённый истории и современному положению дел в финской полиции.

## История
Музей открыт в 2004 году при Высшей школе полиции в городе Тампере.
В 2011 году количество посетителей музея составило 15 300 человек. Вход в музей бесплатный.

## Галерея

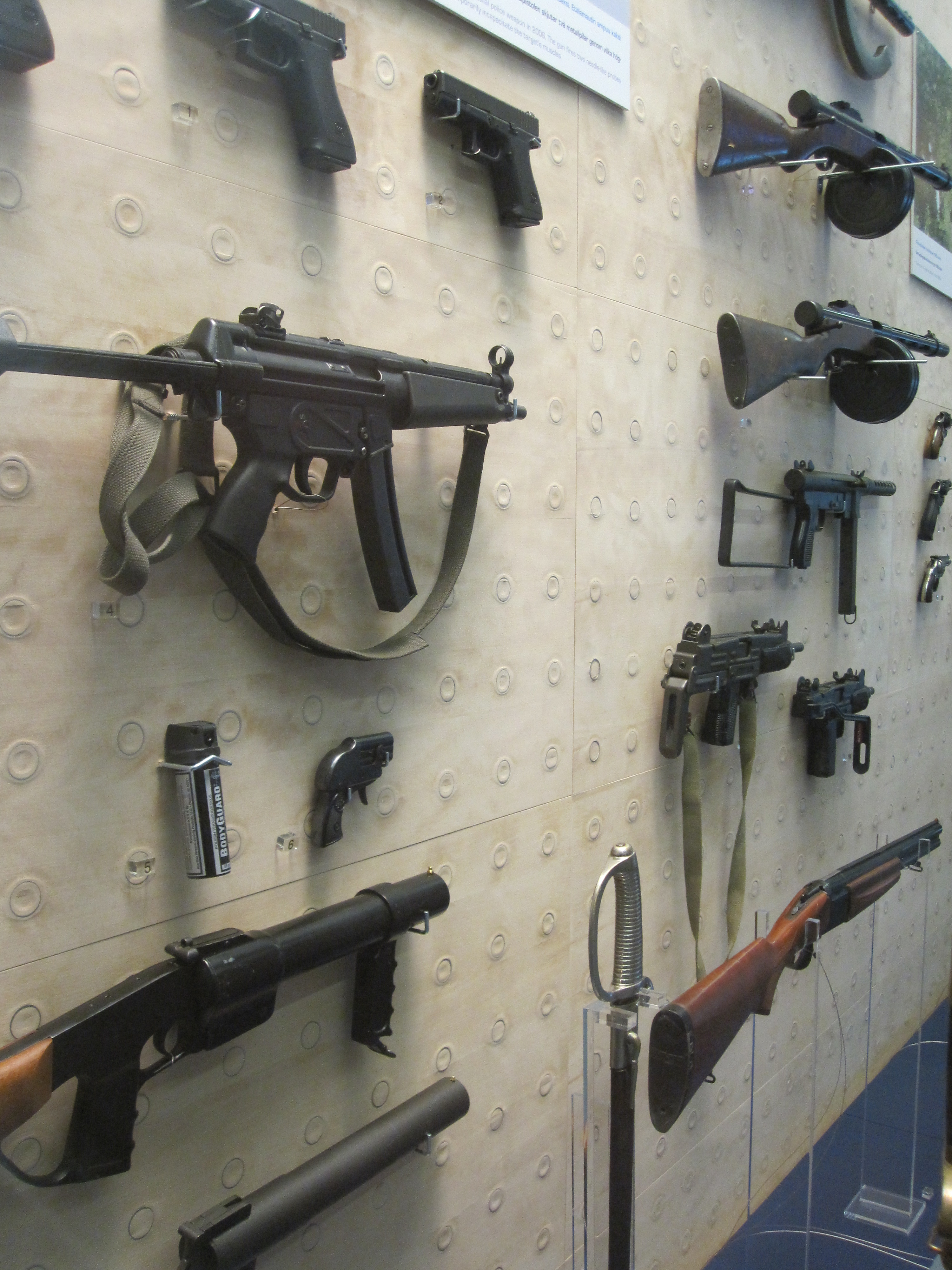
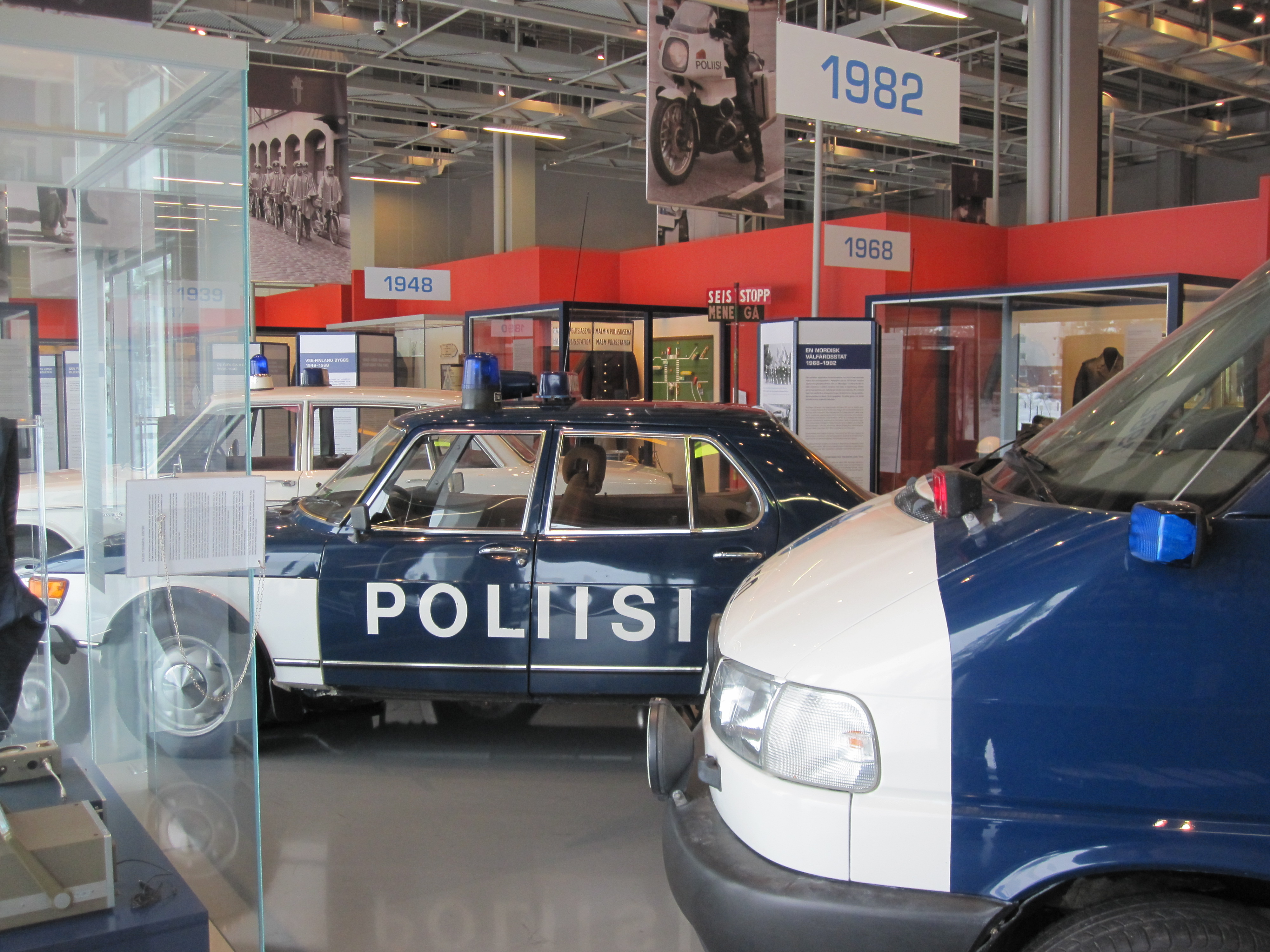
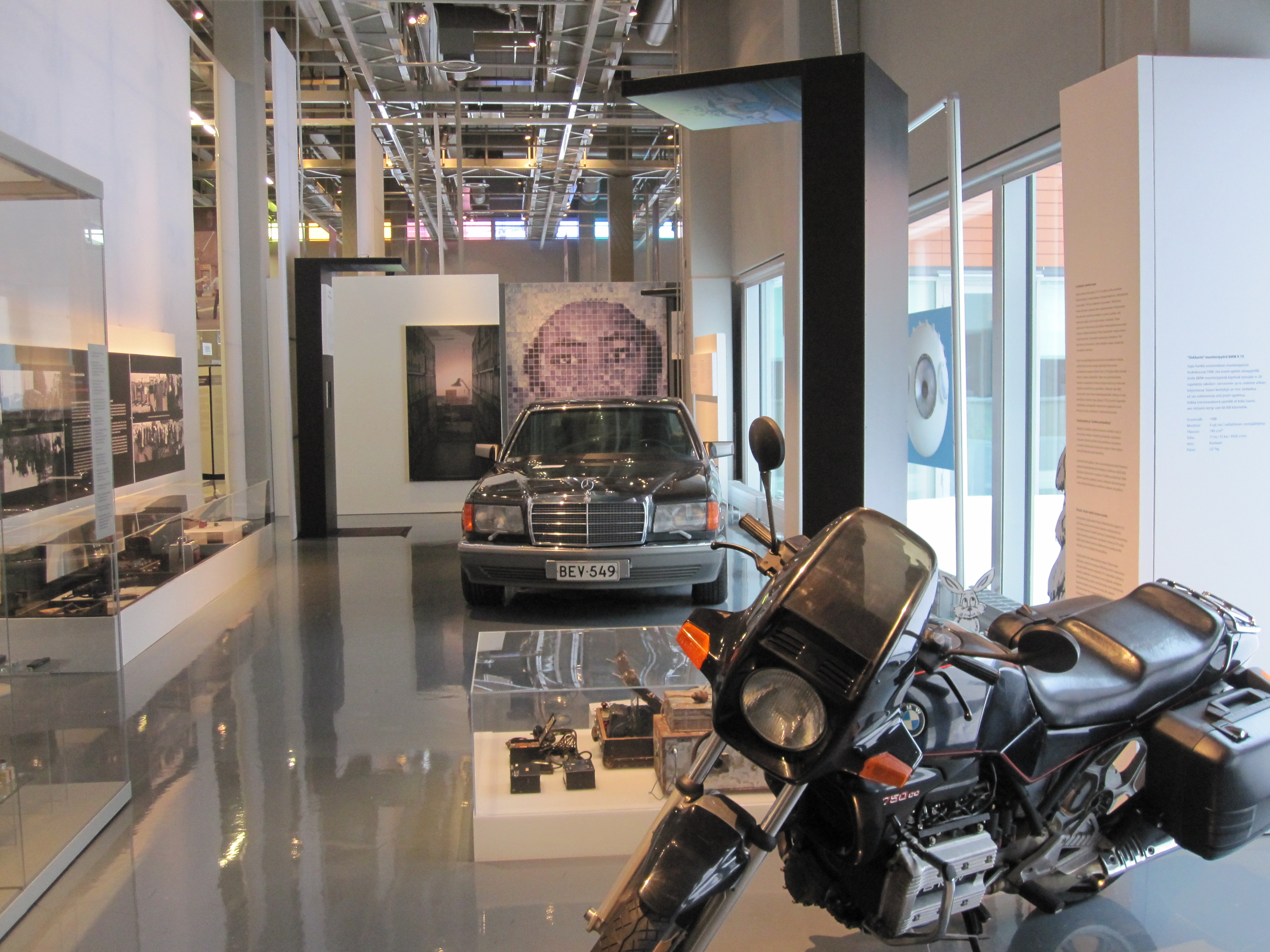
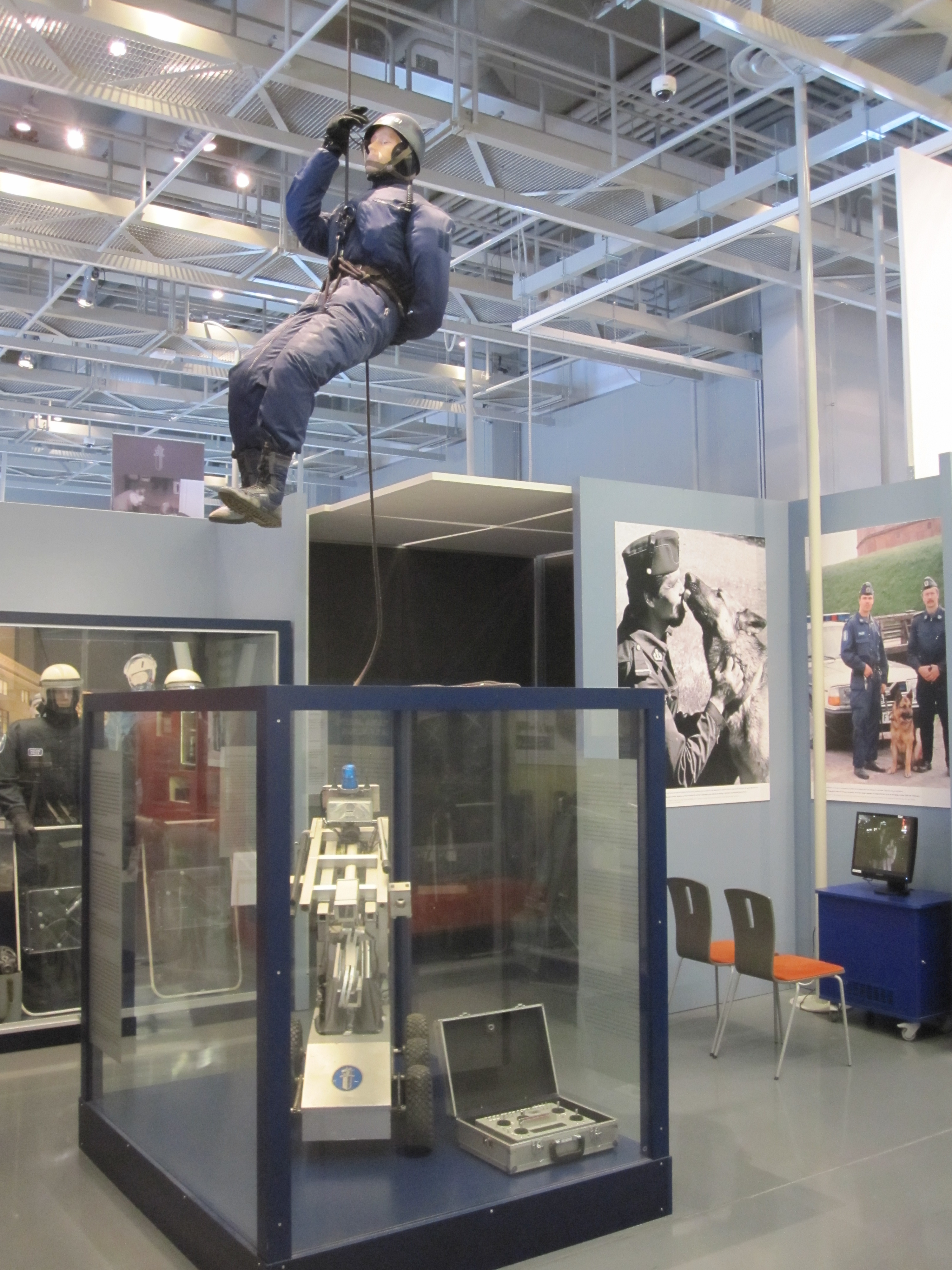